# الكسندرا ستيوارت
الكسندرا ستيوارت (بالإنجليزية: Alexandra Stewart)‏ (و. 1939 – م) هي ممثلة من كندا . ولدت في مونتريال.

## روابط خارجية
- الكسندرا ستيوارت على موقع IMDb (الإنجليزية)
- الكسندرا ستيوارت على موقع ألو سيني (الفرنسية)
- الكسندرا ستيوارت على موقع أول موفي (الإنجليزية)
- الكسندرا ستيوارت على موقع أول موفي (الإنجليزية)
- الكسندرا ستيوارت على موقع قاعدة بيانات الأفلام السويدية (السويدية)
- الكسندرا ستيوارت على موقع قاعدة بيانات الفيلم (الإنجليزية)
- الكسندرا ستيوارت على موقع كينوبويسك (الروسية)